# Station Nagaike
Station Nagaike (長池駅, Nagaike-eki) is een spoorwegstation in de Japanse stad  Jōyō. Het wordt aangedaan door de Nara-lijn. Het station heeft twee sporen, gelegen aan twee zijperrons. 

## Treindienst

### JR West
| 1 | ■ Nara-lijn | richting Uji en Kioto |
| 2 | ■ Nara-lijn | richting Kizu en Nara |

## Geschiedenis
Het station werd in 1896 geopend. In 2012 is het station verhoogd tot boven het maaiveld.

## Stationsomgeving
- Jōnan-ziekenhuis
- Arami-schrijn
- Circle-K
- Heiwadō (supermarkt)
  - McDonald's

Kioto · Tōfukuji · Inari · JR Fujinomori · Momoyama · Rokujizō · Kohata · Ōbaku · Uji · JR Ogura · Shinden · Jōyō · Nagaike · Yamashiro-Aodani · Yamashiro-Taga · Tamamizu · Tanakura · Kamikoma · Kizu (Narayama · Nara)